# Grand Prix Stanów Zjednoczonych 1974

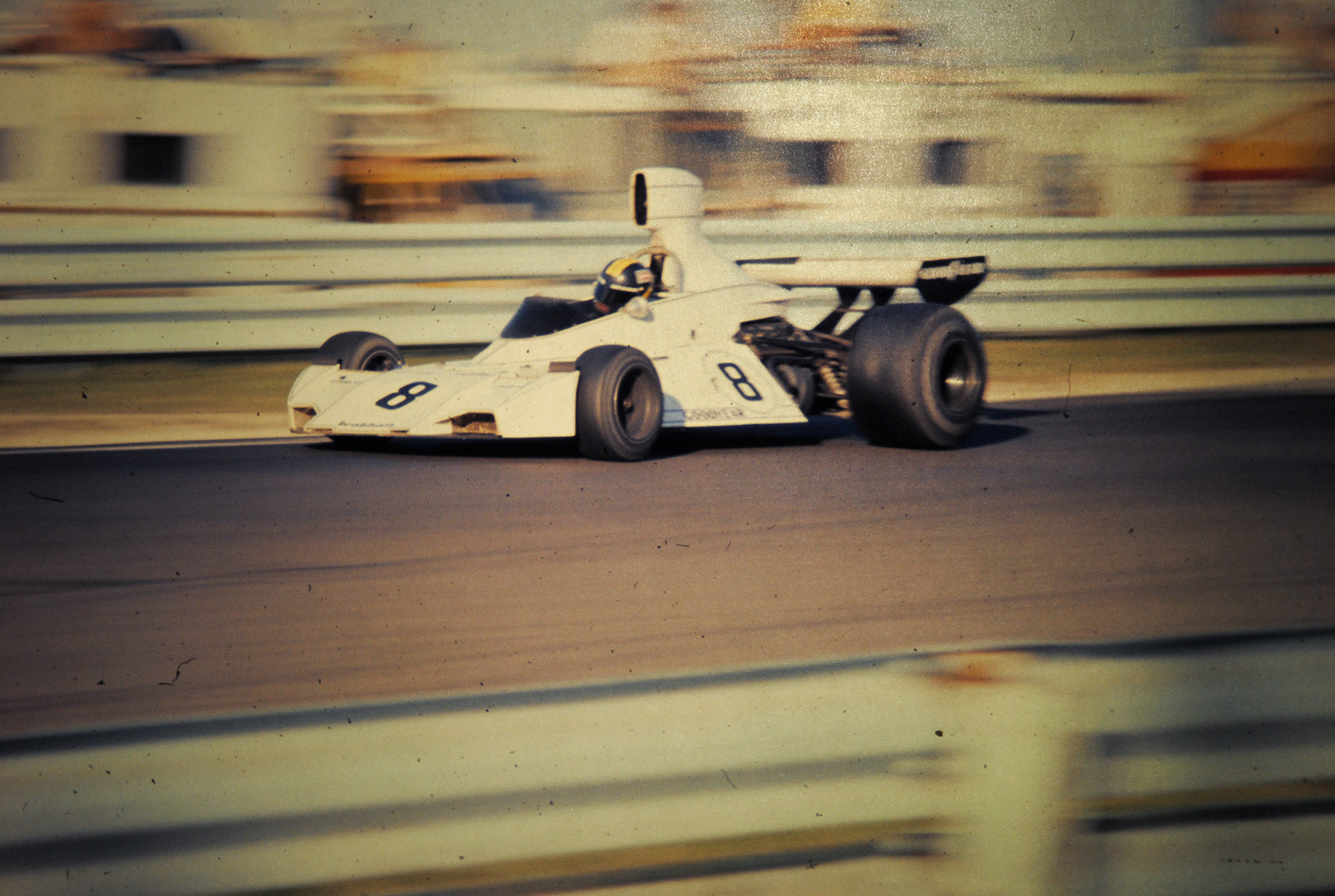
Carlos Pace podczas Grand Prix Stanów Zjednoczonych 1974

Grand Prix Stanów Zjednoczonych 1974 (oryg. United States Grand Prix) – ostatnia runda Mistrzostw Świata Formuły 1 w sezonie 1974, która odbyła się 6 października 1974, po raz 14. na torze Watkins Glen. W trakcie wyścigu doszło do śmiertelnego wypadku z udziałem austriackiego kierowcy Helmutha Koinigga. Na 9. okrążeniu wskutek awarii zawieszenia kierowca wypadł z trasy uderzając bolidem w źle przymocowaną barierkę która spowodowała jego dekapitację i natychmiastowy zgon.
Było to 17. Grand Prix Stanów Zjednoczonych i jednocześnie 16. zaliczane do Mistrzostw Świata Formuły 1.

## Klasyfikacja
| Poz. | Nr. | Kierowca             | Konstruktor       | Okrążeń | Czas/powód NU      | Poz. start. | Punktów |
| ---- | --- | -------------------- | ----------------- | ------- | ------------------ | ----------- | ------- |
| 1    | 7   | Carlos Reutemann     | Brabham-Ford      | 59      | 1:40:21.439        | 1           | 9       |
| 2    | 8   | Carlos Pace          | Brabham-Ford      | 59      | + 10.735 sec       | 4           | 6       |
| 3    | 24  | James Hunt           | Hesketh-Ford      | 59      | + 1:10.384         | 2           | 4       |
| 4    | 5   | Emerson Fittipaldi   | McLaren-Ford      | 59      | + 1:17.753         | 8           | 3       |
| 5    | 28  | John Watson          | Brabham-Ford      | 59      | + 1:25.804         | 7           | 2       |
| 6    | 4   | Patrick Depailler    | Tyrrell-Ford      | 59      | + 1:27.506         | 13          | 1       |
| 7    | 33  | Jochen Mass          | McLaren-Ford      | 59      | + 1:30.012         | 20          |         |
| 8    | 26  | Graham Hill          | Lola-Ford         | 58      | + 1 okrążenie      | 24          |         |
| 9    | 15  | Chris Amon           | BRM               | 57      | + 2 okrążenia      | 12          |         |
| 10   | 17  | Jean-Pierre Jarier   | Shadow-Ford       | 57      | + 2 okrążenia      | 10          |         |
| 11   | 11  | Clay Regazzoni       | Ferrari           | 55      | + 4 okrążenia      | 9           |         |
| 12   | 27  | Rolf Stommelen       | Lola-Ford         | 54      | + 5 okrążeń        | 21          |         |
| NU   | 1   | Ronnie Peterson      | Lotus-Ford        | 52      | Prob. z paliwem    | 19          |         |
| NS   | 22  | Mike Wilds           | Ensign-Ford       | 50      | Nie sklasyfikowany | 22          |         |
| NS   | 16  | Tom Pryce            | Shadow-Ford       | 47      | Nie sklasyfikowany | 18          |         |
| NU   | 3   | Jody Scheckter       | Tyrrell-Ford      | 44      | Prob. z paliwem    | 6           |         |
| NU   | 20  | Arturo Merzario      | Iso Marlboro-Ford | 43      | Elektronika        | 15          |         |
| NU   | 12  | Niki Lauda           | Ferrari           | 38      | Zawieszenie        | 5           |         |
| NU   | 21  | Jacques Laffite      | Iso Marlboro-Ford | 31      | Silnik             | 11          |         |
| NU   | 66  | Mark Donohue         | Penske-Ford       | 27      | Zawieszenie        | 14          |         |
| WD   | 18  | José Dolhem          | Surtees-Ford      | 25      | Wycofany           | 26          |         |
| NU   | 10  | Vittorio Brambilla   | March-Ford        | 21      | Prob. z paliwem    | 25          |         |
| NU   | 19  | Helmuth Koinigg      | Surtees-Ford      | 9       | Śmiertelny wypadek | 23          |         |
| NU   | 2   | Jacky Ickx           | Lotus-Ford        | 7       | Zawieszenie        | 16          |         |
| DK   | 31  | Tim Schenken         | Lotus-Ford        | 6       | Dyskwalifikacja    | 27          |         |
| DK   | 55  | Mario Andretti       | Parnelli-Ford     | 4       | Dyskwalifikacja    | 3           |         |
| NU   | 6   | Denny Hulme          | McLaren-Ford      | 4       | Silnik             | 17          |         |
| NZ   | 9   | Hans Joachim Stuck   | March-Ford        |         |                    |             |         |
| NZ   | 42  | Ian Ashley           | Brabham-Ford      |         |                    |             |         |
| NZ   | 14  | Jean-Pierre Beltoise | BRM               |         |                    |             |         |